# Brian Harvey (atleta)
Brian Harry Harvey (Rockhampton, 3 ottobre 1965) è un atleta paralimpico australiano.

## Biografia
Harvey è nato nel 1965 con una paralisi cerebrale. Ai Giochi paralimpici di Atlanta 1996 ha vinto la medaglia d'oro nel lancio del giavellotto, che gli è valsa la medaglia dell'Ordine dell'Australia. Ai Giochi di Sydney 2000 ha conquistato una medaglia di bronzo nel lancio del disco. Nello stesso anno, ha ricevuto la medaglia dello sport australiano. Ha anche partecipato ai Giochi di Atene 2004 senza vincere alcuna medaglia.

## Palmarès
| Anno | Manifestazione       | Sede    | Evento                        | Risultato | Prestazione | Note |
| ---- | -------------------- | ------- | ----------------------------- | --------- | ----------- | ---- |
| 1994 | Mondiali paralimpici | Berlino | Getto del peso F37            | Bronzo    | 9,40 m      |      |
| 1994 | Mondiali paralimpici | Berlino | Lancio del giavellotto F37    | Argento   | 34,68 m     |      |
| 1996 | Giochi paralimpici   | Atlanta | Lancio del giavellotto F34/37 | Oro       | 34,70 m     |      |
| 2000 | Giochi paralimpici   | Sydney  | Lancio del disco F38          | Bronzo    | 32,60 m     |      |